# Vượn cáo đỏ
Vượn cáo đỏ (danh pháp hai phần: Eulemur rufus) là một loài động vật có vú trong họ Lemuridae, bộ Linh trưởng. Loài này được Audebert mô tả năm 1799.
Loài này sinh sống ở Madagascar. Cho đến năm 2001, nó được coi là một phân loài của vượn cáo nâu.

## Hình ảnh

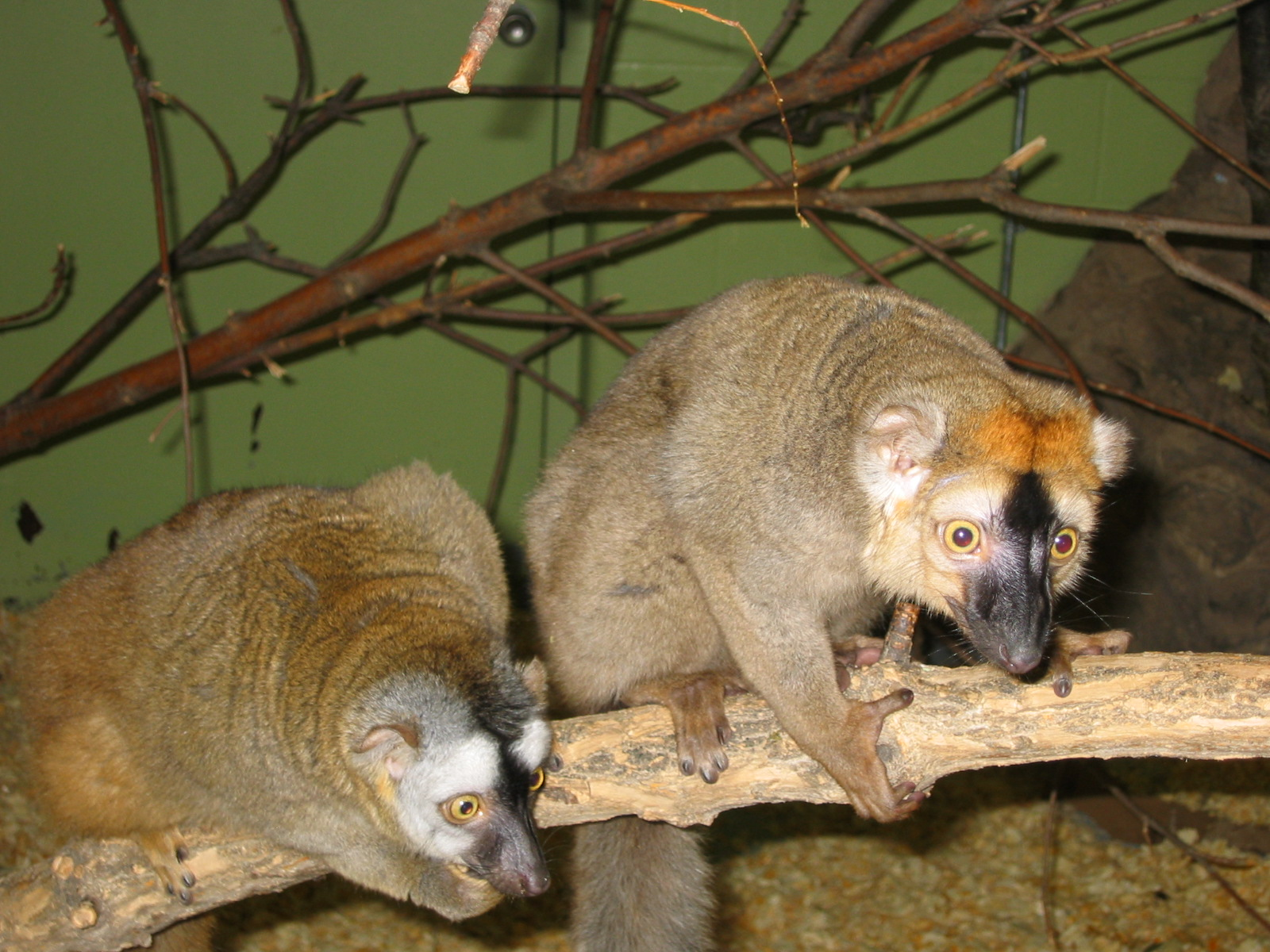
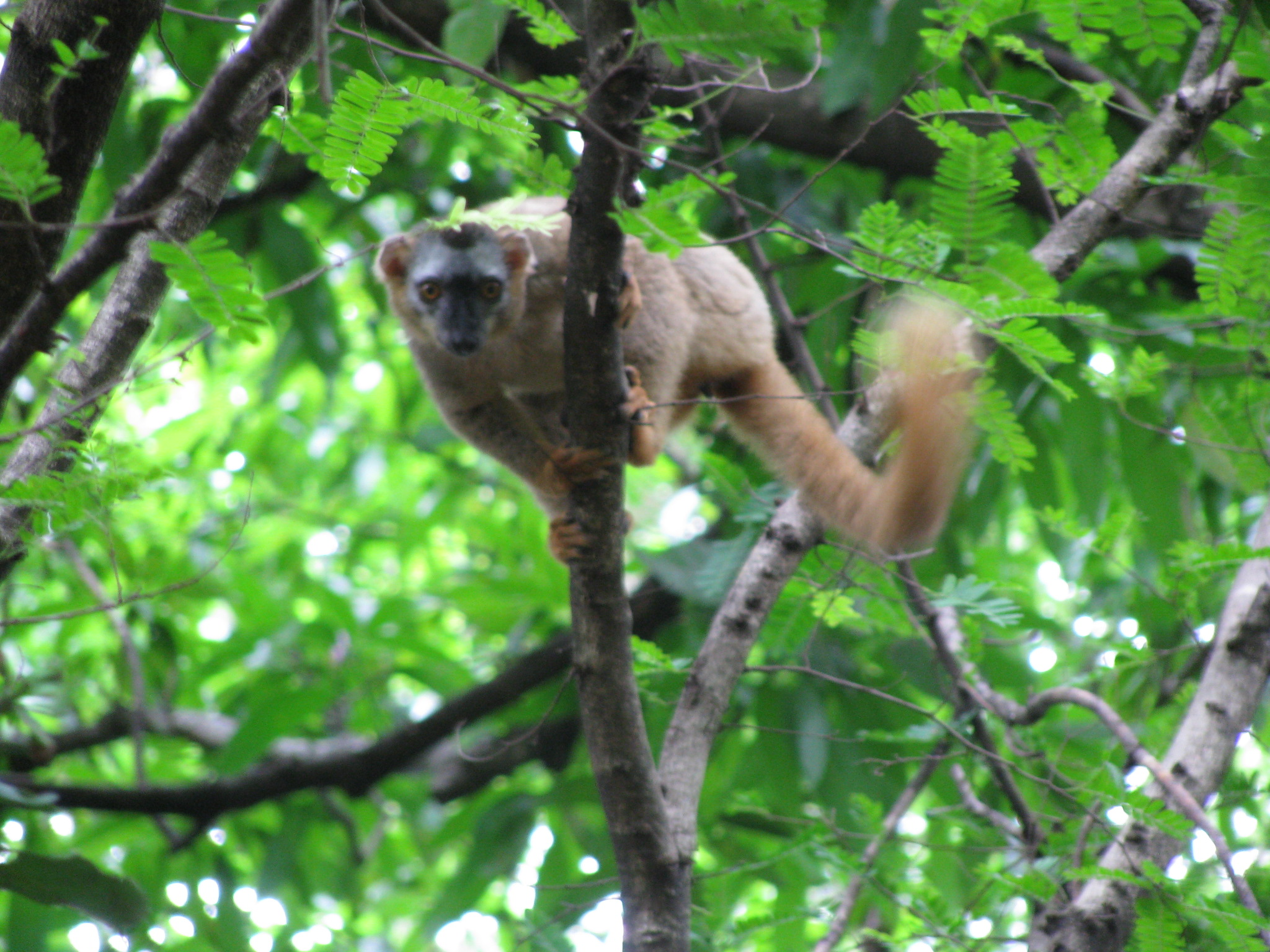
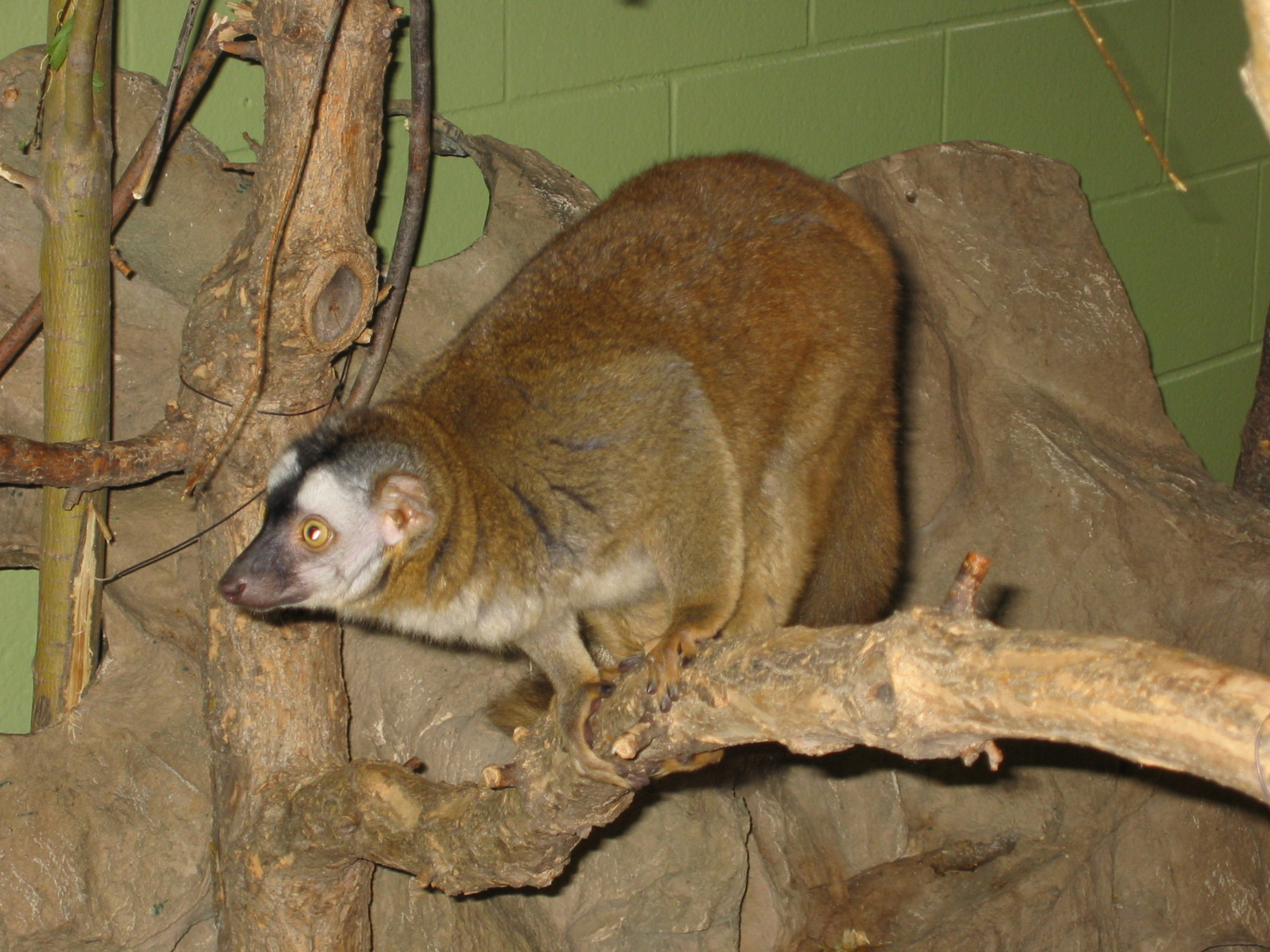